# Зимско првенство Југославије у рукомету
Зимско првенство Југославије у рукомету је било клупско рукометно такмичење у Југославији које се одржавало у зимским месецима у затвореним дворанама, за разлику од Прве савезне лиге која се играла на отвореним теренима.
Прво издање је одржано у Зрењанину, док су сва остала одржана у београдској Хали спортова.

## Прваци
| Година | Првак            | Други                 | Трећи             |
| ------ | ---------------- | --------------------- | ----------------- |
| 1963.  | Партизан Београд | Млада Босна Сарајево  | Босна Сарајево    |
| 1964.  | Медвешчак Загреб | Партизан Бјеловар     | Загреб            |
| 1965.  | Медвешчак Загреб | Црвена звезда Београд | Партизан Бјеловар |
| 1966.  | Загреб           | Борац Бања Лука       | Партизан Београд  |
| 1967.  | Загреб           | Медвешчак Загреб      | Партизан Београд  |

### Успешност клубова
| Клуб              | Првак | Други | Година првак | Година други |
| ----------------- | ----- | ----- | ------------ | ------------ |
| Медвешчак         | 2     | 1     | 1964, 1965.  | 1967.        |
| Загреб            | 2     | 0     | 1966, 1967.  | -            |
| Партизан Београд  | 1     | -     | 1963.        | -            |
| Млада Босна       | -     | 1     | -            | 1963.        |
| Партизан Бјеловар | -     | 1     | -            | 1964.        |
| Црвена звезда     | -     | 1     | -            | 1965.        |
| Борац Бања Лука   | -     | 1     | -            | 1966.        |